# Harriet Löwenhjelm
Harriet Augusta Dorotea Löwenhjelm est une artiste et poètesse suédoise née le 18 février 1887 à Helsingborg, Suède et morte le 24 mai 1918 à Tranas, Suède.

## Famille
Harriet Löwenhjelm nait le 18 février 1887. Son père le colonel Gustaf Adolf Löwenhjelm (1842–1929) et sa mère Maggie Löwenhjelm, née Dickson (née en 1853). Elle fait partie d'une fratries de cinq frères et sœurs.
Sa cousine Marianne Mörner l'accompagne lors d'un voyage à Paris ce qui fut une source importante de ses œuvres poétiques,.

## Éducation
Elle suit des études pour devenir enseignante au sein du Séminaire d'Anna Sandström à Stockholm, où elle fréquente l'auteure Elsa Björkman-Goldschmidt,.
Elle fréquente ensuite de 1909 à 1911, l'école de dessin de Kerstin Cardon (en) et l'Académie Valand (en), où elle a pour professeur Carl Wilhelmson.

## Production littéraire
Certains des poèmes les plus connus de Löwenhjelm sont Jakt på fågel, Tag mig., Håll mig., Smek mig sakta. et Béatrice-Aurore, mis en musique par le compositeur suédois Hjalmar Casserman. Ses poèmes étaient à l'origine conçus comme des « illustrations » de ses dessins.
Ses poèmes plus tardifs sont emplis d'une conscience de la mort, avec une dimension religieuse approfondie, probablement due à la tuberculose qu'elle contracte dès ses jeunes années.
Les poèmes de Löwenhjelm ont tous été publiés à titre posthume en 1919. Son amie Elsa Björkman-Goldschmidt est désigné comme légataire de son héritage littéraire et artistique. Björkman permettra la publication des poèmes et des lettres de Löwenhjelm et écrit la première biographie consacrée à Löwenhjelm.

## Mort
Elle meurt en 1918 au sanatorium de Romanäs à Tranås des suites de la tuberculose.

## Ouvrages

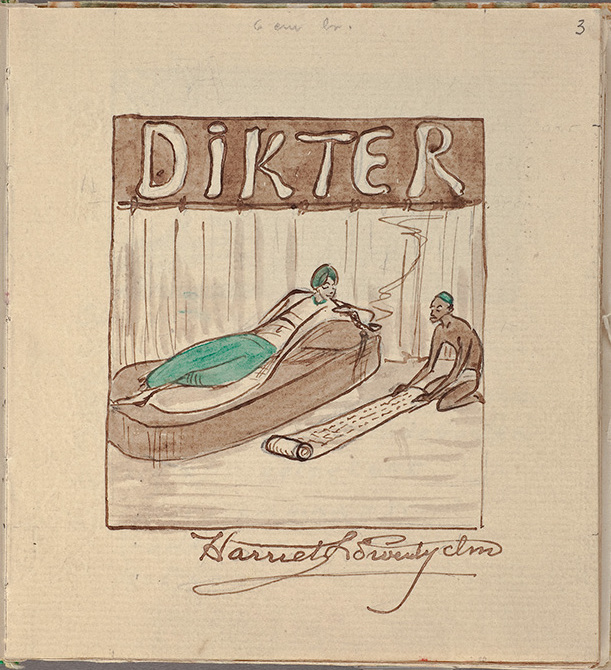
Illustration de sa main de son recueil Dikter med dem tillhörande teckningar

- Illustration de sa main de son recueil Dikter med dem tillhörande teckningarDikter med dem tillhörande teckningar (1919)
- Brev och dikter (1952)
- Harriet Löwenhjelms bönbok (Manuscrits publiés à titre posthume en 1963)